# Dichotomius semisquamosus
Dichotomius semisquamosus là một loài bọ cánh cứng trong họ Bọ hung (Scarabaeidae).